# Baojun E100
Baojun E100 – elektryczny mikrosamochód produkowany pod chińską marką Baojun w latach 2017–2022.

## Historia i opis modelu

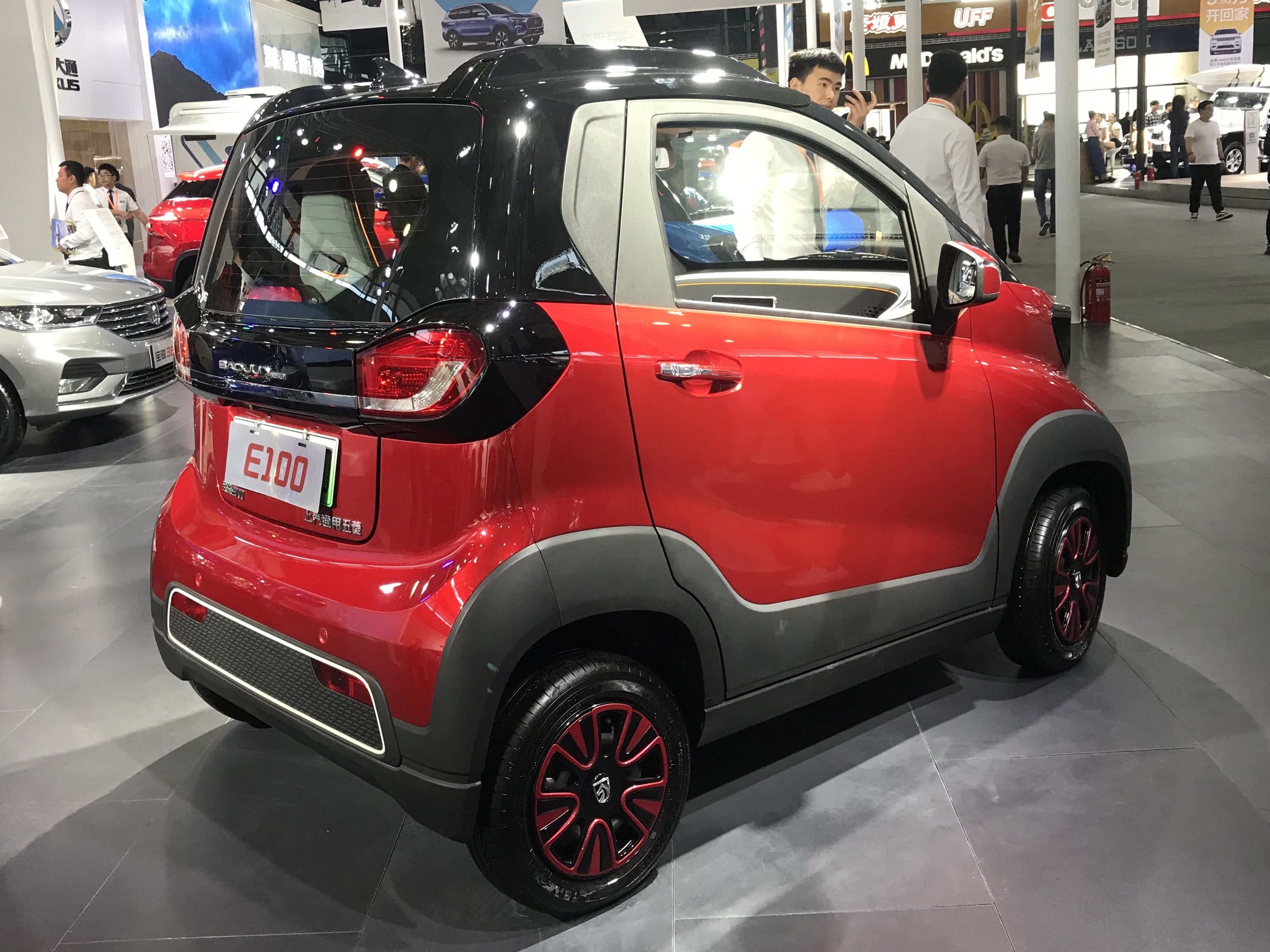
Baojun E100 Zhixing - tył

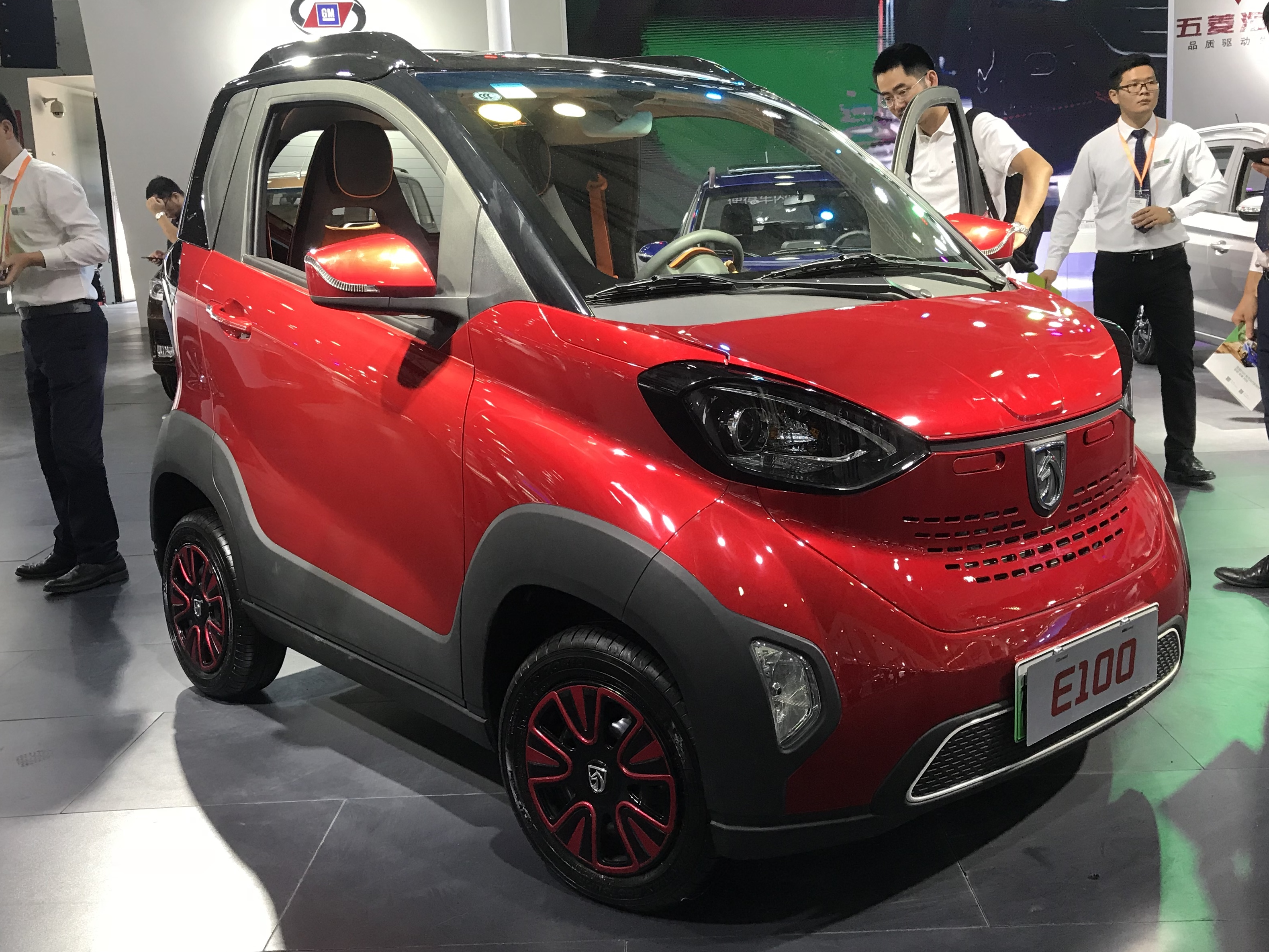
Baojun E100 Zhixing

Po testach przedprodukcyjnych prototypów w pierwszej połowie 2016 roku i prapremierze przedprodukcyjnego egzemplarza w grudniu tego samego roku, oficjalna premiera pierwszego pojazdu elektrycznego współnależącej do General Motors chińskiej marki Baojun odbyła się w lipcu 2017 roku.
Baojun E100 przyjął postać niewielkiego, długiego na 2,48 metra mikrosamochodu charakteryzującego się jednobryłową sylwetką z niewielkimi kołami, nieznacznie zarysowaną przednią częścią, agresywnie ukształtowanymi reflektorami i ściętą w pionie tylną częścią nadwozia. Pojazd umożliwia transport dwóch pasażerów.

### Sprzedaż
Baojun E100 powstał z myślą rynku chińskim, zwracając uwagę jednak również mediów globalnych dzięki swojej konkurencyjnej cenie. W momencie debiutu w 2017 roku, mikrosamochód Baojuna kosztował w podstawowym wariancie równowartość 5300 dolarów amerykańskich, według kursu z tamtego czasu wynosząc niecałe 20 tysięcy złotych. Pojazd określono jako najtańszy samochód elektryczny świata.
W 2019 roku Baojun E100 przedstawiony został w Indonezji w ramach innej marki koncernu SAIC-GM-Wuling, pod nazwą Wuling E100. Różnice ograniczyły się do innych emblematów producenta. Pojazd nie trafił ostatecznie do sprzedaży i powstał w próbnym egzemplarzu.

### Dane techniczne
W pierwszym roku produkcji, Baojun E100 był napędzany 39-konnym elektrycznym układem napędowym współpracującym z baterią o pojemności 14,9 kWh. Umożliwiało to rozwinięcie maksymalnie 100 km/h i przejechanie 155 kilometrów na jednym ładowaniu. W czerwcu 2018 roku zdecydowano się wprowdzić zmodernizowany układ napędowy, który zmodyfikowano pod kątem większego zasięgu. W ten sposób, pojazd odtąd mógł przejechać maksymalnie do 200 kilometrów na jednym ładowaniu.